# Tôn Thất Thiện

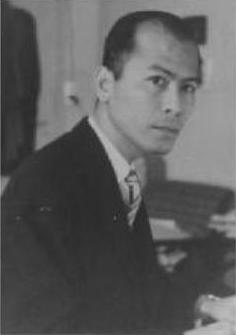
Tôn Thất Thiện

Tôn Thất Thiện (* 22. September 1924 in Huế; † 3. Oktober 2014 in Ottawa) war ein südvietnamesischer Politiker.

## Leben
Tôn Thất Thiện war als Berater von Ngô Đình Diệm bei diesem, als er am 1. November 1963 anlässlich eines Höflichkeitsbesuches von Harry D. Felt, von US-Botschafter Henry Cabot Lodge junior von 1:00 bis 12:30 h unterhalten wurde, während um 13:00 h die Putschisten unter Dương Văn Minh losschlugen.
Ein Vorgehen, bei dem der Katholik Ngô Đình Diệm am 2. November 1963 nach Angaben der Putschisten in der Saigon Notre-Dame Basilica durch Suizid starb.
Von April bis Dezember 1968 war Thien Informationsminister im Kabinett von Trần Văn Hương. Als erste Amtshandlung hob er die Pressezensur auf.
Im August 1968 wurde ihm der Ramon-Magsaysay-Preis in der Kategorie Journalism, Literature, and the Creative Communication Arts (JLCCA), verliehen.